# Baggerbeugel

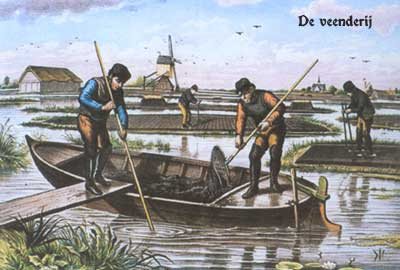
Veentrekken met de baggerbeugel, zie ook de legakkers waar de baggerspecie wordt uitgespreid en de turf gestoken wordt

Een baggerbeugel, ook wel trekbeugel of flodderbeugel genoemd, is een soort schepnet met een lange steel. De steel van de baggerbeugel is tot acht meter lang. Dit gereedschap werd gebruikt bij de natte vervening om veenslijk mee uit een moeras of van de bodem van een water te scheppen. De wijze waarop werd gewerkt heet turftrekken of flodderen.
Aan het uiteinde van de houten steel zit een afgeplatte ijzeren ring waaraan aan de voorkant een schraapplaat is bevestigd. Aan de achterkant van de ring bevindt zich een net of mand. Het veen werd in het net aan wal getrokken of in een platte schuit gedeponeerd. De baggerspecie werd vervolgens op een legakker gelegd zodat er na ontwatering turf van kon worden gemaakt.
De natte vervening met behulp van de beugel werd omstreeks 1530 in Holland geïntroduceerd. Het werd toen in East Anglia al enige eeuwen toegepast. Met de baggerbeugel was het mogelijk om veen tot zo'n twee meter onder de waterspiegel weg te baggeren, een praktijk die veentrekken of slagturven werd genoemd. Met deze nieuwe manier van turfwinning kon worden voldaan aan de groeiende vraag van de steden naar brandstof.